# Сталь (футбольний клуб, Ряшів)
«Сталь Ряшів» (пол. Stal Rzeszów) — професіональний польський футбольний клуб з міста Ряшів.

## Історія
У листопаді 1944 року з ініціативи групи працівників Державного авіаційного підприємства (пол. Państwowe Zakłady Lotnicze) був організований спортивний клуб при Молодіжній Організації Товариства Робітничого Університету (пол. Organizacji Młodzieży Towarzystwa Uniwersytetu Robotniczego) — «„ОМ ТУР ПЗЛ“ Ряшів». У травні 1949 році рішенням польських влад клуб перейменовано на «Сталь Ряшів». У 1953 році «Сталь» дебютувала у чемпіонаті Польщі, посівши 2-е місце у ІІІ лізі. У 1957 році клуб зайняв 1-е місце і перейшов у ІІ лігу, а у 1962 році клуб виграв другу лігу і здобув путівку до І ліги. До 1972 року виступав у найвищій лізі і боровся за чемпіонство Польщі. Потім підкарпатський клуб вибув до ІІ ліги. У 1975 році клуб здобув Кубок Польщі і потім дебютував у європейських турнірах. У сезоні 1993/1994 клуб останній раз грав у ІІ лізі, пізніше вибув у ІІІ лігу.
З 2004 року у назві клубу з'явились також імена спонсорів — «Грайнпласт», «Ваткем», «Кварцсистем», «Сандеко». У липні 2012 клуб був реорганізований у акціонерне товариство і отримав свою сучасну назву.

### Назви
- 11.1944: ОМ ТУР ПЗЛ Ряшів (пол. OM TUR PZL [Organizacja Młodzieży Towarzystwa Uniwersytetu Robotniczego Państwowych Zakładów Lotniczych] Rzeszów)
- 05.1949: ЗКС Сталь Ряшів (пол. ZKS [Zakładowy Klub Sportowy] Stal Rzeszów)
- 2004: ЗКС Сталь Грайнпласт Ряшів (пол. ZKS Stal Greinplast Rzeszów)
- 2005: ЗКС Сталь Ряшів (пол. ZKS Stal Rzeszów)
- 19.01.2007: ЗКС Сталь Ваткем Ряшів (пол. ZKS Stal Watkem Rzeszów)
- 03.2008: ЗКС Сталь Кварцсистем Ряшів (пол. ZKS Stal Kwarcsystem Rzeszów)
- 07.2009: ЗКС Сталь Сандеко Ряшів (пол. ZKS Stal Sandeco Rzeszów)
- 07.2012: Сталь Ряшів СА (пол. Stal Rzeszów SA [Spółka Akcyjna])

## Титули та досягнення
- Чемпіонат Польщі:
  - 7 місце (1): 1965/1966
- Кубок Польщі:
  - володар (1): 1974/1975

Участь у євротурнірах:
- Кубок володарів кубків УЄФА:
  - 1/8 фіналу: 1975/1976